# Ukleja
La Ukleja est une rivière au nord-ouest de la Pologne, longue de 48 kilomètres. C'est un affluent par la rive gauche du fleuve Rega. 

## Géographie
La rivière prend sa source dans le lac Dłusko, situé dans la gmina de Węgorzyno, dans la région des lacs d'Ińskie. L'Ukleja coule vers le nord-ouest en traversant les lacs Woświn et Mielno, puis le lac Okrzeja sur le plateau de Łobez. Elle conflue avec la rivière Sępólna pour alimenter le Rega.

Le fleuve Rega et ses affluents.

## Toponymie
Le nom polonais Ukleja a été officiellement donné à la rivière en 1948, en remplacement du nom précédent en allemand, Ückeley,.